# Dentobunus renschi
Dentobunus renschi is een hooiwagen uit de familie Sclerosomatidae.